# Château du Plessis-Lionnet
Le château du Plessis-Lionnet (ou du Plessis-Lyonnais) est situé en France, dans la commune de Meigné-le-Vicomte, dans le département de Maine-et-Loire en région Pays-de-la-Loire.

## Histoire
Nommé aussi Plessis-le-Vicomte, car il relevait comme Meigné, de Beaumont-le-Vicomte, et plus tard de la baronnie de La Flèche.
Raoul Le Gouz, en est seigneur par acquêt en 1496, il appartient par la suite à sa descendance. En 1691, Antoine Le Gouz en obtint l'érection en châtellenie, que contesta la dame de Saint-Germain, dame de Meigné. Il acquit de plus en 1701 les droits honorifiques de la paroisse pour les attribuer à la terre du Plessis.
Le domaine comprenait les fiefs du Bois, des Guiniers et d'Origné, et une mouvance éparse dans 8 à 10 paroisses.

## Description
D'après Célestin Port: « Le château forme un corps de logis, terminé par la chapelle, avec quatre tours, dont deux aux angles de la façade et une tour centrale d'escaliers »
Le corps de logis date du XVe siècle, la chapelle de la première moitié du XVIe siècle, les petites tours d'angles de la première moitié du XVIIe siècle, l'aile ouest et colombier de la deuxième moitié du XVIIe siècle, les pavillons ouest et sud et la sacristie de la deuxième moitié du XIXe siècle.
Le château est inscrit à l'inventaire général du patrimoine culturel.

## Propriétaires Successifs
- 1496 - Raoul Le Gouz.
- 1691 - Antoine Le Gouz.
- 1779 - Augustin-François Le Gouz du Plessis.
- 1801 - Henri Jarret de la Mairie.
- 1835 - Étienne Le Tessier de la Pommerie, époux de Caroline Jarret de la Mairie.
- 1859 - Henri Brunet de la Charie, lieutenant de vaisseau, époux de Marthe Le Tessier de la Pommerie.
- 1909 - Mr Brunet de la Charie et Mme née Madeleine de Montesson[3]
- Alain Brunet de la Charie.